# Liste der Kulturdenkmale in Ragewitz (Grimma)
In der Liste der Kulturdenkmale in Ragewitz sind die Kulturdenkmale des Grimmaer Ortsteils Ragewitz verzeichnet, die bis August 2024 vom Landesamt für Denkmalpflege Sachsen erfasst wurden (ohne archäologische Kulturdenkmale). Die Anmerkungen sind zu beachten.
Diese Aufzählung ist eine Teilmenge der Liste der Kulturdenkmale in Grimma.

## Ragewitz
| Bild                                    | Bezeichnung | Lage                              | Datierung | Beschreibung | ID       |
| --------------------------------------- | --- | --------------------------------- | --- | --- | -------- |
| Direkt Bild zu diesem Denkmal hochladen | Ehemalige Schule | Pöhsiger Weg 4 (Karte)            | Bezeichnet mit 1878 | Bedeutendes spätklassizistisches Bauwerk des Ortes, bau- und ortsgeschichtlich von Bedeutung. Bezeichnet mit 1878 (im Giebel), zweigeschossiger, zehnachsiger Massivbau, verputzt, symmetrische Gliederung, Betonung der Mittelachse durch zweiachsigen Mittelrisalit mit Dreiecksgiebel, Segmentbogentür mit Sandsteingewände, im Sturz schlusssteinartiges Medaillon mit Buchrelief (Sandsteinmedaillon mit Inschrift „Erbaut 1878“), seitlich Eichenlaub und Spruchband, originale Tür mit Oberlicht, Fenster mit Sandsteinsohlbank, fein profiliertes Gurt- und Traufgesims, Satteldach (Biberschwanzdeckung). | 08974558 |
| Weitere Bilder                          | Petrikirche mit Ausstattung, Kriegerdenkmal für die Gefallenen des Ersten Weltkrieges vor der Kirche, Lindenallee und Denkmal zur Völkerschlacht 1813 | Ragewitzer Straße (Karte)         | 1872–1874 (Kirche und Kirchenausstattung); 1743 (Bildnis Pastor D. C. Seyler); 1874 (Orgel); 1913 (Kirchenfenster und Kriegerdenkmal) | Markanter Kirchenbau, Saalkirche mit eingezogenem polygonalem Chor und hohem Westturm, im Rundbogenstil des 19. Jahrhunderts, ortsbildprägende, ortsgeschichtliche und bauhistorische Bedeutung. - Kirche: einschiffige romanische Kirche mit querschiffähnlichen Sakristeianbau und mit Westturm, Zeltdach (Schieferdeckung) und Knauf, auf quadratischem Grundriss, eingezogener polygonaler Chor mit rundbogiger Zwerggalerie, Fensterrose, Lisenengliederung, dreiteilige Rundbogenfenster, großes von Säulen gerahmtes Rundbogenportal mit Dreiecksüberdachung, Fialen im Chor Kreuzgratgewölbe, dreiseitig Holzemporen, Holzkanzel - Kriegerdenkmal für die Gefallenen des Ersten Weltkrieges: Stele auf kreisförmigem Grundriss aus Muschelkalk, Treppensockel, an runder Abdeckplatte Inschrift „Ich hatte einen Kameraden“, im Lorbeerkreuz weitere Inschrift „(unleserlich)... Kirchgemeinde Ragewitz“ - Kriegerdenkmal zur Völkerschlacht: Rechtecksockel (Granit) mit Inschrift „Gott war mit uns, ihm sei die Ehre“, darüber 1813–1913 und Eisernes Kreuz - zum Westportal führende Lindenallee | 08974561 |
|                                         | Pfarrhaus mit Einfriedungsresten im südwestlichen Bereich                                                                                             | Ragewitzer Straße 15 (Karte)      | Bezeichnet mit 1748 | Schlichter Putzbau mit Segmentbogenportal und Walmdach, ältestes Gebäude im Ort, Einfriedungreste, bestehend aus Bruchsteinmauer und drei Torpfeilern, ortsgeschichtlich und bauhistorisch bedeutend. - Pfarrhaus: bezeichnet mit 1748 (Schlussstein), zweigeschossig, massiv, verputzt, steiles Walmdach mit zwei Knäufen am Dachfirst (Biberschwanzdeckung), Schleppgauben, giebelseitig Segmentbogenportal mit doppeltem Schlussstein, alte Tür, im Erdgeschoss Porphyrtufffenstergewände, alte Fenster, ursprünglich mit Fensterläden, rückwärtig zum Teil Winterfenster - Einfriedung: Bruchsteinmauer mit -abdeckung, eingeschlossen Mauerreste des Scheunengebäude mit Fenstern, drei quadratische Torpfeiler mit abgetrepptem Ziegelsteinaufsatz, Leutepforte | 08974559 |
| Direkt Bild zu diesem Denkmal hochladen | Grabmal (Erbbegräbnis Schippan) auf dem Friedhof | Zum Schacht 1 (gegenüber) (Karte) | Um 1905 | Ortshistorische Bedeutung als Grabmal des Schachtbesitzers der Grube Flora. Erbbegräbnis Familie Schippan, Wandgrab: Sandsteinsockel (Bossenquaderwerk), betonter Mittelteil mit Karniesbogengiebel und Kreuz, ionische Säulen aus schwedischem Granit, Ecklisenen. | 08974562 |
| Direkt Bild zu diesem Denkmal hochladen | Schachtgebäude der Grube Flora mit zwei daran angebauten Nebengebäuden (Maschinenhäuser) und Einfriedung                                              | Zum Schacht 2, 4 (Karte)          | 1899 (Bergbauanlage); 1902/03 (Förderturm)                                                                                            | Seltenes Zeugnis des Braunkohlenbergbaus in Tiefbauweise im Leipziger Land, technik- und regionalgeschichtlich von Bedeutung. - Schachtgebäude (Malakovturm): viergeschossiger Klinkerbau auf Bruchsteinsockel, Eckstrebepfeiler, profiliertes Kranzgesims (Ziegelstein), flaches Sattelwalmdach, im Erdgeschoss Segmentbogentoreinfahrt mit Holztor, Segmentbogenfenster zum Teil mit originalen Eisensprossen, giebelseitig Segmentbogeneingang - zwei Nebengebäude (Maschinenhäuser): zweigeschossige Klinkerbauten, flaches Satteldach (Wellblech), giebel- und hofseitig Holztor - Einfriedung: Ziegelsteinmauer mit Eisentor 1948 enteignet, 8. Januar 1949 in so genanntes Volkseigentum übergegangen, 1951 als Betriebsteil nach Dölitz eingegliedert, Mitte der 1950er Jahre deren Stilllegung, 1959 stillgelegt. Die Anlagen dienten teilweise dem Institut für Grubensicherheit in Leipzig und der Versuchsstrecke Freiberg als Testgelände. | 08974557 |

## Tabellenlegende
- Bild: Bild des Kulturdenkmals, ggf. zusätzlich mit einem Link zu weiteren Fotos des Kulturdenkmals im Medienarchiv Wikimedia Commons. Wenn man auf das Kamerasymbol klickt, können Fotos zu Kulturdenkmalen aus dieser Liste hochgeladen werden:
- Bezeichnung: Denkmalgeschützte Objekte und ggf. Bauwerksname des Kulturdenkmals
- Lage: Straßenname und Hausnummer oder Flurstücknummer des Kulturdenkmals. Die Grundsortierung der Liste erfolgt nach dieser Adresse. Der Link (Karte) führt zu verschiedenen Kartendiensten mit der Position des Kulturdenkmals. Fehlt dieser Link, wurden die Koordinaten noch nicht eingetragen. Sind diese bekannt, können sie über ein Tool mit einer Kartenansicht einfach nachgetragen werden. In dieser Kartenansicht sind Kulturdenkmale ohne Koordinaten mit einem roten bzw. orangen Marker dargestellt und können durch Verschieben auf die richtige Position in der Karte mit Koordinaten versehen werden. Kulturdenkmale ohne Bild sind an einem blauen bzw. roten Marker erkennbar.
- Datierung: Baubeginn, Fertigstellung, Datum der Erstnennung oder grobe zeitliche Einordnung entsprechend des Eintrags in der sächsischen Denkmaldatenbank
- Beschreibung: Kurzcharakteristik des Kulturdenkmals entsprechend des Eintrags in der sächsischen Denkmaldatenbank, ggf. ergänzt durch die dort nur selten veröffentlichten Erfassungstexte oder zusätzliche Informationen
- ID: Vom Landesamt für Denkmalpflege Sachsen vergebene, das Kulturdenkmal eindeutig identifizierende Objekt-Nummer. Der Link führt zum PDF-Denkmaldokument des Landesamtes für Denkmalpflege Sachsen. Bei ehemaligen Kulturdenkmalen können die Objektnummern unbekannt sein und deshalb fehlen bzw. die Links von aus der Datenbank entfernten Objektnummern ins Leere führen. Ein ggf. vorhandenes Icon  führt zu den Angaben des Kulturdenkmals bei Wikidata.